# Gwen Graham
Gwendolyn "Gwen" Graham (Miami Lakes, 31 de enero de 1963) es una abogada y política estadounidense del Partido Demócrata que fue miembro de la Cámara de Representantes por el segundo distrito congresional de Florida entre 2015 y 2017.

## Biografía
Nacida en Miami Lakes, en el condado de Miami-Dades de Florida, el 31 de enero de 1963, es hija de Bob Graham, que fue gobernador de Florida durante 18 años.
Se encuentra entre los candidatos presentados para las primarias demócratas para las elecciones para gobernador de Florida de 2018.